# Kanton Larche
Larche is een voormalig kanton van het Franse departement Corrèze. Het kanton maakte deel uit van het arrondissement Brive-la-Gaillarde. Het werd opgeheven bij decreet van 24 februari 2014, met uitwerking op 22 maart 2015. Alle gemeenten werden opgenomen in het nieuwe Kanton Saint-Pantaléon-de-Larche.

## Gemeenten
Het kanton Larche omvatte de volgende gemeenten:
- Chartrier-Ferrière
- Chasteaux
- Cublac
- Larche (hoofdplaats)
- Lissac-sur-Couze
- Mansac
- Saint-Cernin-de-Larche
- Saint-Pantaléon-de-Larche